# Близнаци (Варненская область)
Близнаци (болг. Близнаци) — село в Болгарии. Находится в Варненской области, входит в общину Аврен. Население составляет 764 человека.

## Политическая ситуация
В местном кметстве Близнаци, в состав которого входит Близнаци, должность кмета (старосты) исполняет Димитр Стоилов Димитров (коалиция в составе 2 партий: Национальное движение «Симеон Второй» (НДСВ), Болгарская социал-демократия (БСД)) по результатам выборов.
Кмет (мэр) общины Аврен — Емануил  Младенов  Манолов по результатам выборов.